# 이브라힘 트라오레

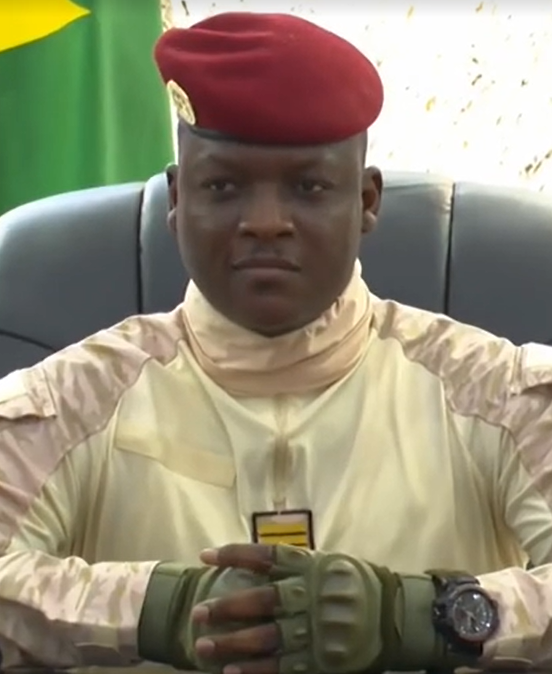
2023년 모습

이브라힘 트라오레(Ibrahim Traoré, 1988년 3월 14일 ~ )는 부르키나파소의 군 장교로 2022년 9월 30일 임시 대통령 폴앙리 산다오고 다미바를 축출한 쿠데타 이후 부르키나파소의 임시 지도자를 맡아왔다. 36세의 트라오레는 현재 세계에서 두 번째로 어린 현직 국가 지도자이자 최연소 현직 대통령이다.

## 대통령직
대통령으로서 트라오레는 집권하기 전에 이미 알려졌던 신비롭고 매우 공식적인 행동을 유지했다. 그는 자신의 의사소통을 엄격하게 통제하고 자신을 적절한 전쟁 지도자로 나타내려고 주의 깊게 노력했다. 아마도 전임자들의 좋지 않은 대중적 이미지를 피하기 위해서였을 것이다. 그의 대통령 재임 기간 동안 부르키나베 전통 미디어와 소셜 미디어에서 친정부 선전이 증가했다. 정치적으로 르몽드 저널리스트인 소피 두스(Sophie Douce)는 트라오레가 마르크스주의와 범아프리카주의의 영향을 받았다고 묘사했다.
2023년 2월, 트라오레 정부는 부르키나파소에서 지역 반군 진압을 지원하는 프랑스군을 추방했다. 이후 그는 부르키나파소의 국제 파트너십의 다양화를 지원하면서 "우리는 상생 파트너십을 원하기 때문에 다른 지평을 정말로 모색하고 싶습니다"라고 선언했다. 얼마 지나지 않아 트라오레 정부는 말리와 기니를 초대한 연맹에 대한 지지를 표명했다. 세 나라 모두 군부가 통치하는 국가로 만약 연합이 된다면 군사정권이 통치하는 가장 큰 나라가 될 것이다. 프랑스의 군사 지원을 대체하기 위해 트라오레는 터키 및 러시아와 긴밀한 관계를 맺었다.
지난 4월, 그는 반군이 계속해서 공격 속도를 높이자 군대를 지원하기 위해 주민을 '총동원'하겠다고 선언했다. 트라오레는 반군이 장악한 모든 지역을 재정복하고 반군이 크게 약화될 때까지 협상을 하지 않겠다고 공개적으로 약속했다. 다음 달 트라오레는 2024년 민주주의 회복 계획에 의문을 제기하며 반군을 밀어내고 안보 상황이 개선되지 않으면 선거를 실시할 수 없다고 말했다.
2023년 9월 26일, 불만을 품은 군부가 트라오레를 전복시키려 했으나 실패했다. 2024년 5월의 보호 및 복원을 위한 애국 운동은 부르키나파소의 군사 통치를 5년 연장하는 동시에 트라오레가 차기 대통령 선거에 출마할 수 있도록 허용했다.